# Michael Schwan
Michael Schwan (ur. 5 listopada 1939 w Konstancji) – niemiecki wioślarz reprezentujący RFN i Wspólną Reprezentację Niemiec, brązowy medalista olimpijski i mistrz świata.

## Kariera
Wystąpił na igrzyskach olimpijskich w Tokio w 1964, gdzie w parze z Wolfgangiem Hottenrottem zdobył brązowy medal w dwójkach bez sternika. W wyścigu finałowym o 5,69 sekundy wyprzedziła ich osada Kanady, a o 5,23 sekundy przegrali z osadą Holandii. Był to jego jedyny start olimpijski.
Na mistrzostwach świata w Bledzie (1966) zdobył złoty medal w ósemkach.
Ponadto zdobywał srebrne medale w dwójkach bez sternika na mistrzostwach Europy w Amsterdamie (1964) i czwórkach bez sternika na mistrzostwach Europy w Duisburgu (1965).
Kilkukrotnie zdobywał medale mistrzostw kraju: w dwójkach bez sternika w latach 1964 i 1965 oraz w czwórkach bez sternika w 1965. Po zakończeniu kariery był działaczem sportowym, pełnił między innymi funkcję prezydenta klubu Karlsruher RK Alemannia.
W 1967 odznaczony Srebrnym Liściem Laurowym.